# Taucha
Taucha là một thị xã thuộc huyện of Nordsachsen, trong bang tự do Sachsen, nước Đức. Đô thị Taucha có diện tích 33,7 km², dân số thời điểm ngày 31 tháng 12 năm 2005 là 14,575 người. Đô thị này nằm bên sông Parthe, 10 km về phía đông bắc Leipzig.